# Gripau verd
El calàpet verd o gripau verd (Bufo viridis) és un gripau que, dins d'Espanya, només es pot trobar a les illes Balears. També es troba a Còrsega, Sardenya, Europa continental, nord d'Àfrica i Àsia. Té una mida habitual de vuit a deu centímetres de longitud, s'alimenta d'invertebrats (insectes, gastròpodes, etc.) i té un comportament més aviat nocturn. El seu cant, que se sent especialment a l'estiu, és peculiar i fàcil de reconèixer. A la Unió Europea està protegit per la Convenció de Berna.
Viu prop de l'aigua dolça, a les Balears tant en indrets propers a la costa com en d'altres més a l'interior, sovint a àrees on hi ha també aus migratòries. També pot viure en muntanyes (fins a dos mil metres d'altitud), estepes, semideserts i algunes àrees urbanes. El seu color sol ser verdós, marronós o fins i tot rogenc, amb taques, i el ventre més clar; però és diferent a diferents zones de la seva distribució. A més, un mateix gripau verd pot variar el seu color en resposta a la llum i a la calor, i de manera més visible que d'altres gripaus.
La femella és visiblement més gran que el mascle, i a cada ovada posa a l'aigua de l'ordre de 10.000 ous agrupats de dos en dos en una mena de cordó gelatinós. A diferència d'altres gripaus, no tendeix a cercar sempre el mateix medi aquàtic per a reproduir-se.